# Liste der Biografien/Cli
Liste der Biografien |
Portal Biografien |
Personensuche
# |
A |
B |
C |
D |
E |
F |
G |
H |
I |
J |
K |
L |
M |
N |
O |
P |
Q |
R |
S |
T |
U |
V |
W |
X |
Y |
Z |
?
 
Ca |
Cb |
Cc |
Ce |
Ch |
Ci |
Cj |
Ck |
Cl |
Cm |
Cn |
Co |
Cr |
Cs |
Ct |
Cu |
Cv |
Cw |
Cy |
Cz
 
Cla |
Cle |
Cli |
Clo |
Clu |
Clw |
Cly
Die Liste der Biografien führt alle Personen auf, die in der deutschsprachigen Wikipedia einen Artikel haben. Dieses ist eine Teilliste mit 218 Einträgen von Personen, deren Namen mit den Buchstaben „Cli“ beginnt.

## Cli

### Clia
- Clias, Phokion Heinrich (1782–1854), Schweizer Turner

### Clib
- Clibbon, Charles (1895–1975), britischer Langstreckenläufer
- Cliburn, Rildia Bee (1897–1994), US-amerikanische Musikpädagogin
- Cliburn, Van (1934–2013), US-amerikanischer Pianist

### Clic
- Clic Clac Baby (* 1932), ivorischer Fotograf
- Cliche, Karen (* 1976), kanadische Schauspielerin
- Cliche, Marc-André (* 1987), kanadischer Eishockeyspieler
- Cliche-Rivard, Guillaume (* 1989), kanadischer Politiker
- Clichy, Gaël (* 1985), französischer Fußballspieler
- Click, Shannan (* 1983), US-amerikanisches Model
- Clicquot, François-Henri (1732–1790), französischer Orgelbauer
- Clicquot, Robert († 1719), französischer Orgelbauer
- Clicquot-Ponsardin, Barbe-Nicole (1777–1866), französische Geschäftsfrau und die erste Frau überhaupt, die ein Champagnerhaus leiteteBarbe-Nicole Clicquot-Ponsardin (1777–1866)

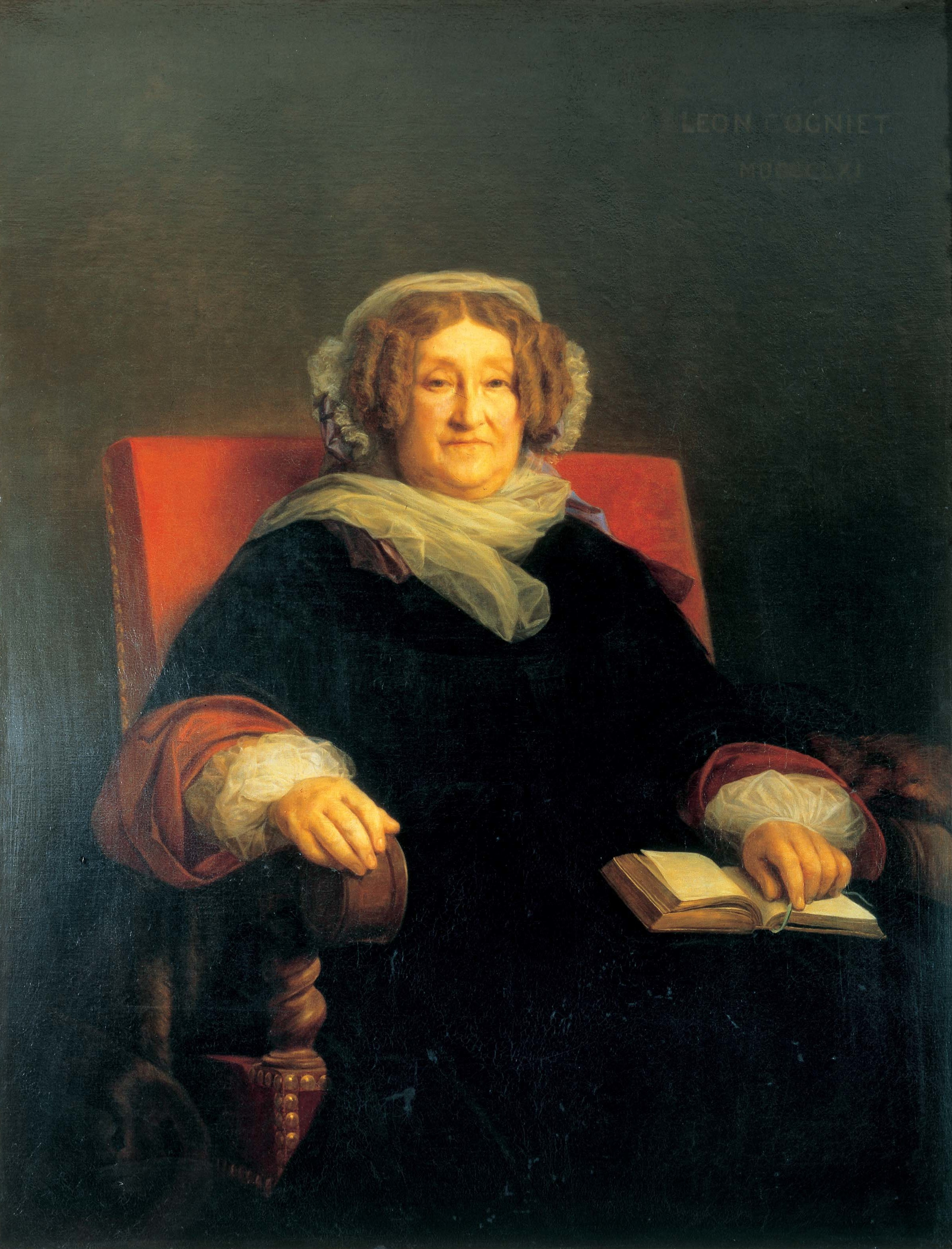
Barbe-Nicole Clicquot-Ponsardin (1777–1866)

### Clie
- Cliette, Brenda (* 1963), US-amerikanische Sprinterin
- Clieu, Gabriel-Mathieu de (1687–1774), französischer Marineoffizier, königlicher Leutnant und Gouverneur von Guadeloupe

### Clif
- Clifden, Nellie, irische Schauspielerin
- Cliff, Dave (* 1944), britischer Jazzgitarrist
- Cliff, Jimmy (* 1944), jamaikanischer ReggaekünstlerJimmy Cliff (* 1944)

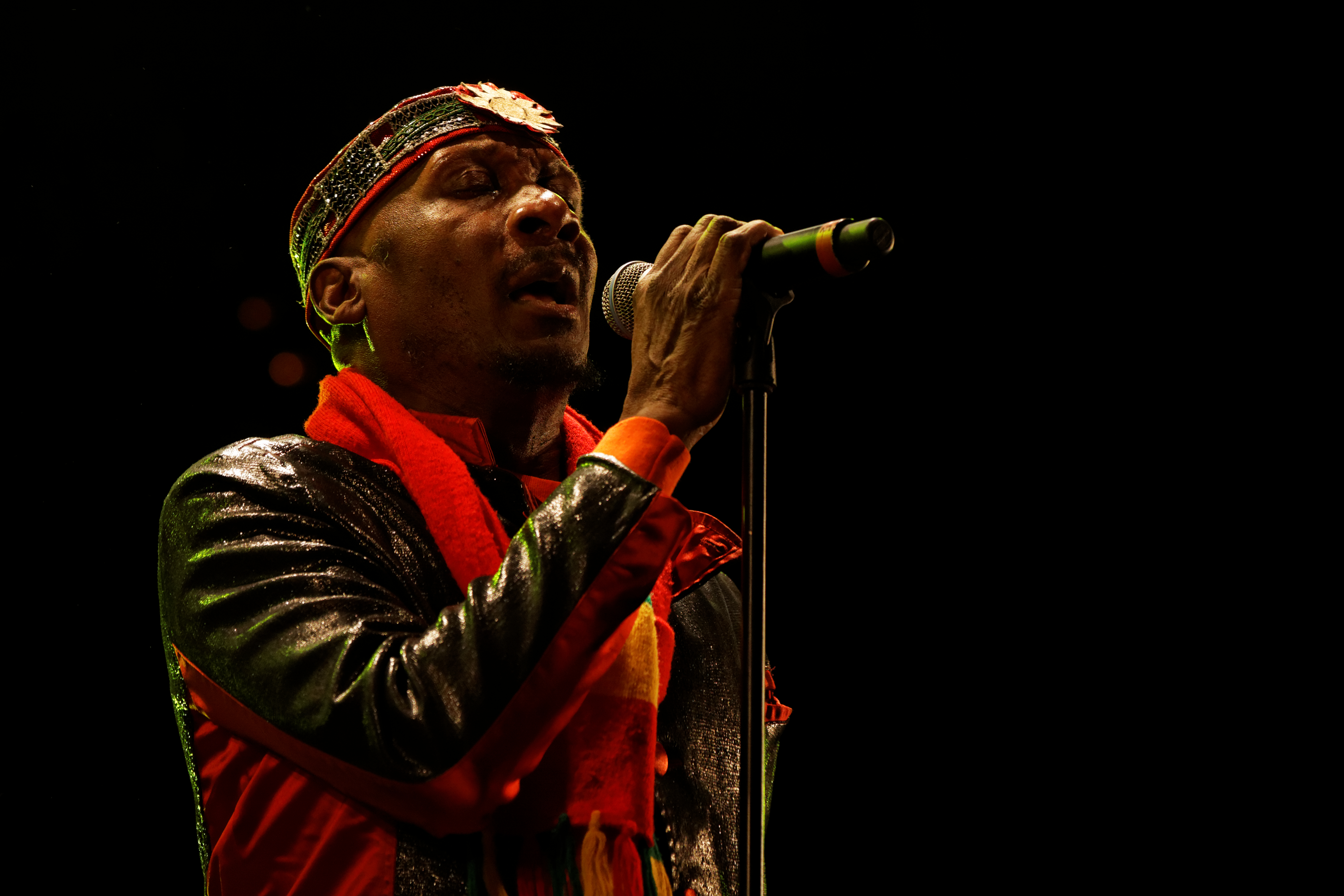
Jimmy Cliff (* 1944)

- Cliff, Leslie (1908–1969), britischer Eiskunstläufer
- Cliff, Leslie (* 1955), kanadische Schwimmerin
- Cliff, Michelle (1946–2016), jamaikanisch-US-amerikanische Autorin und Dozentin
- Cliff, Tony (1917–2000), britischer Trotzkist
- Cliff, Violet (1916–2003), britische Eiskunstläuferin
- Cliff, William (* 1992), australischer Eishockeyspieler
- Cliff-Ryan, Theresa (* 1978), US-amerikanische Radrennfahrerin
- Cliffe, Frederic (1857–1931), englischer Komponist
- Cliffe, Henry († 1334), englischer Geistlicher und Beamter
- Cliffe, Henry (1919–1983), englischer Maler und Grafiker
- Clifford Possum Tjapaltjarri (1932–2002), australischer Künstler
- Clifford, Agnes Maria (1739–1828), niederländische Herstellerin von Puppenhäusern
- Clifford, Alfred (1908–1992), US-amerikanischer Mathematiker
- Clifford, Ashley (* 1987), US-amerikanische Triathletin
- Clifford, Betsy (* 1953), kanadische Skirennläuferin
- Clifford, Buzz (1942–2018), US-amerikanischer Sänger und Songwriter
- Clifford, Charles (1813–1893), neuseeländischer Politiker, Speaker of the New Zealand House of Representatives
- Clifford, Clark M. (1906–1998), US-amerikanischer Verteidigungsminister und Präsidentenberater
- Clifford, Conor (* 1991), irischer Fußballspieler
- Clifford, Dennis (* 1992), US-amerikanischer Basketballspieler
- Clifford, Dermot (* 1939), irischer römisch-katholischer Erzbischof
- Clifford, Doug (* 1945), US-amerikanischer Schlagzeuger der Rockband Creedence Clearwater RevivalDoug Clifford (* 1945)

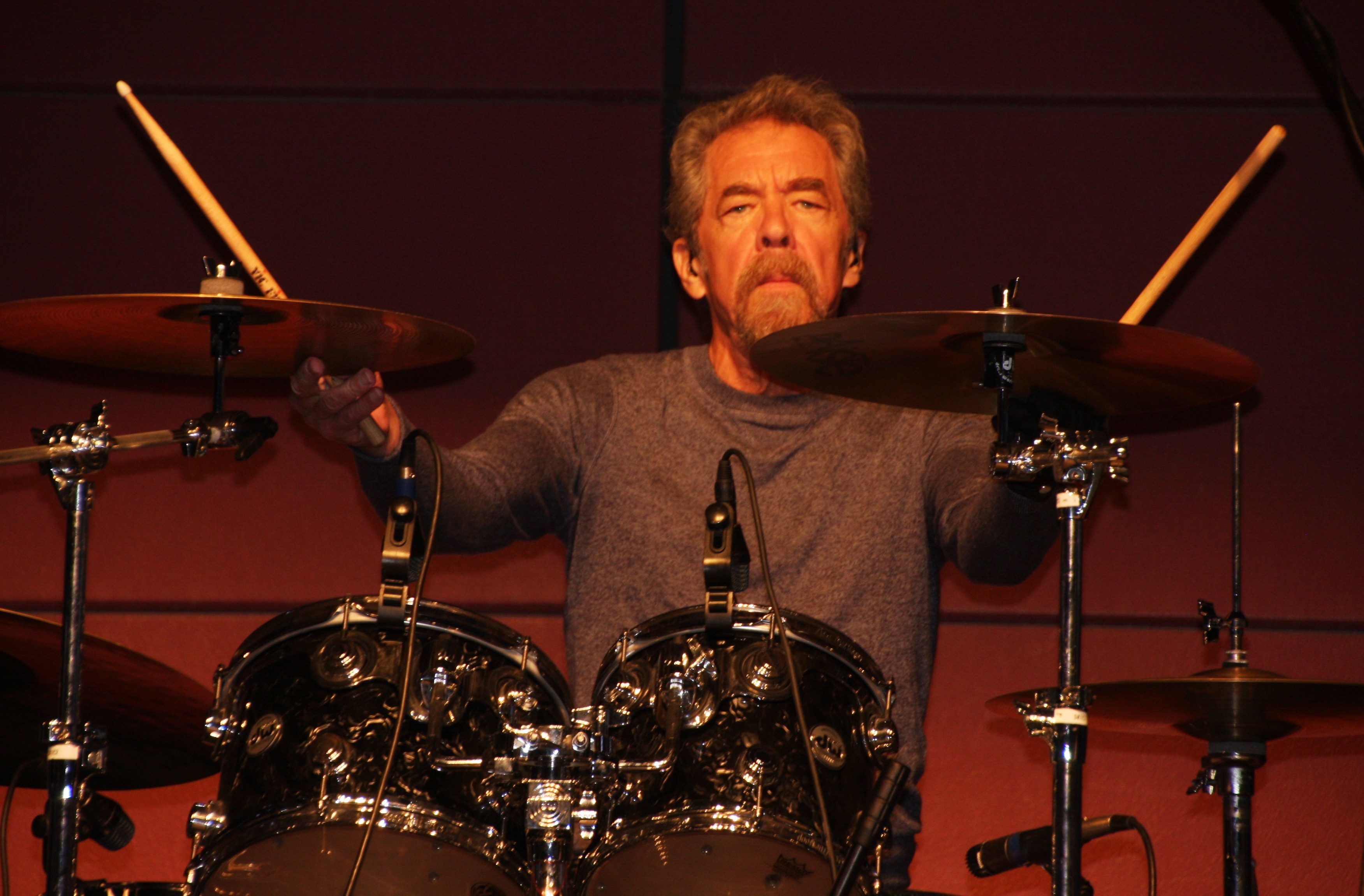
Doug Clifford (* 1945)

- Clifford, Frank (1898–1976), deutscher Filmproduktionsleiter
- Clifford, George III. (1685–1760), niederländischer Jurist und Pflanzensammler
- Clifford, George, 3. Earl of Cumberland (1558–1605), englischer Adliger und Marinekommandant
- Clifford, Gerard (1941–2016), irischer Geistlicher, römisch-katholischer Weihbischof in Armagh
- Clifford, Graeme (* 1942), australischer Filmeditor und Filmregisseur
- Clifford, Henry, 10. Baron de Clifford († 1523), englischer Adliger und Politiker
- Clifford, Hubert (1904–1959), englischer Komponist und Dirigent
- Clifford, Hugh Charles (1866–1941), britischer Kolonialgouverneur
- Clifford, James (* 1945), US-amerikanischer Ethnologe
- Clifford, John (1836–1923), britischer Baptistenpastor und erster Präsident des Baptistischen Weltbundes
- Clifford, John D. (1887–1956), US-amerikanischer Jurist und Politiker
- Clifford, John H. (1809–1876), US-amerikanischer Politiker
- Clifford, John, 7. Baron de Clifford († 1422), englischer Peer
- Clifford, John, 9. Baron de Clifford (1435–1461), englischer Adliger
- Clifford, Kyle (* 1991), kanadischer EishockeyspielerKyle Clifford (* 1991)

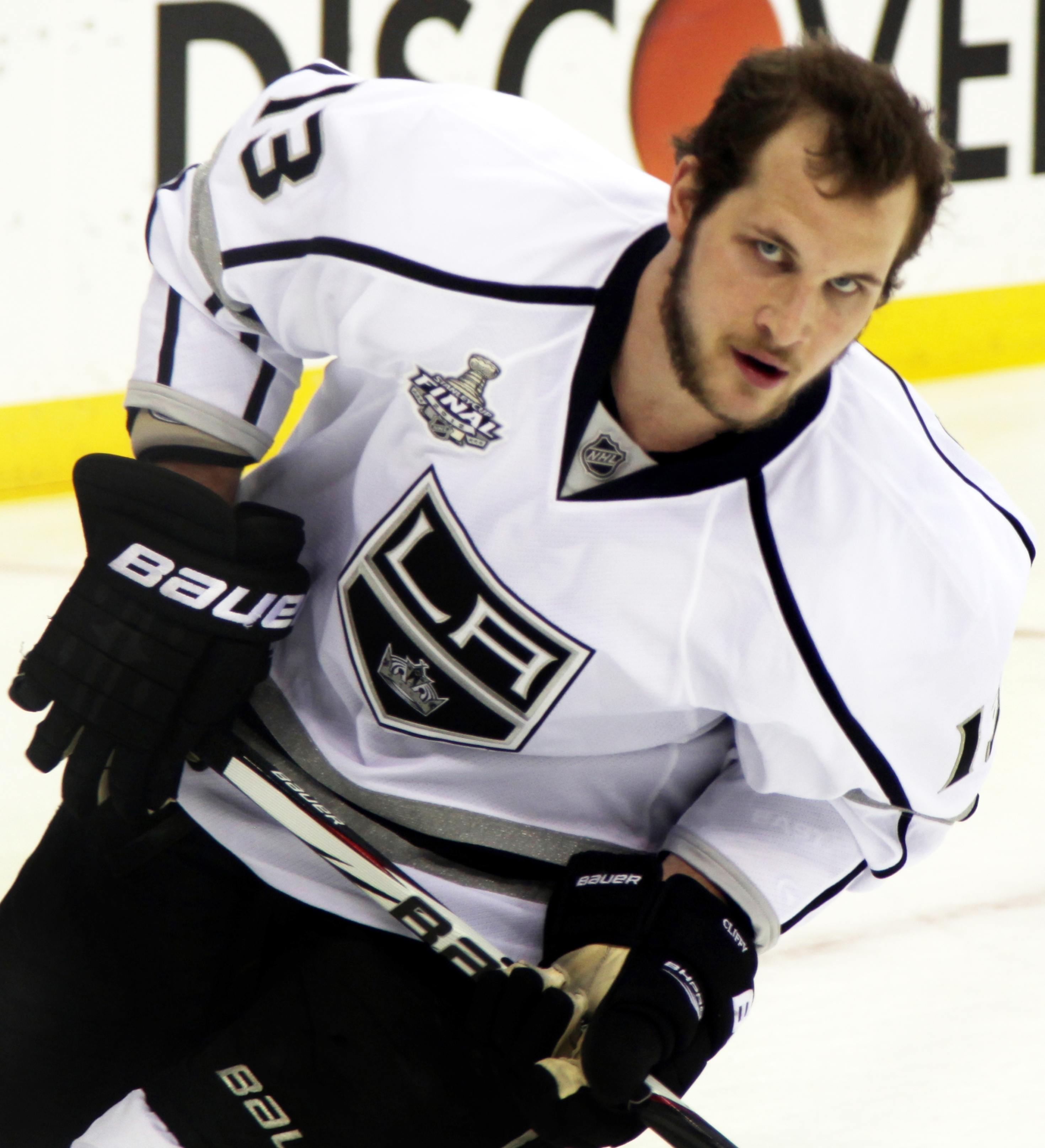
Kyle Clifford (* 1991)

- Clifford, Linda, US-amerikanische Disco- und Soul-Sängerin
- Clifford, Lucy (1846–1929), britische Schriftstellerin
- Clifford, Marvin (* 1983), deutscher Comiczeichner und -autor sowie Conceptartist und Illustrator für Computerspiele
- Clifford, Michael R. (1952–2021), US-amerikanischer Astronaut
- Clifford, Mike (* 1943), US-amerikanischer Popmusik-Sänger und Schauspieler
- Clifford, Miles (1897–1986), britischer Kolonialbeamter, Gouverneur der Falklandinseln
- Clifford, Nathan (1803–1881), US-amerikanischer Jurist und Politiker
- Clifford, Percy, englischer Fußballspieler, Trainer, Fußballfunktionär
- Clifford, Robert († 1508), englischer Ritter
- Clifford, Robert de, 1. Baron de Clifford (1274–1314), englischer Magnat und Militär
- Clifford, Roger (1437–1485), englischer Ritter
- Clifford, Roger de, englischer Ritter, Rebell und Beamter
- Clifford, Roger de († 1282), englischer Adliger und Militär
- Clifford, Roger de, 2. Baron de Clifford (1300–1322), englischer Adliger und Rebell
- Clifford, Ruth (1900–1998), US-amerikanische Schauspielerin
- Clifford, Sian (* 1982), britische SchauspielerinSian Clifford (* 1982)

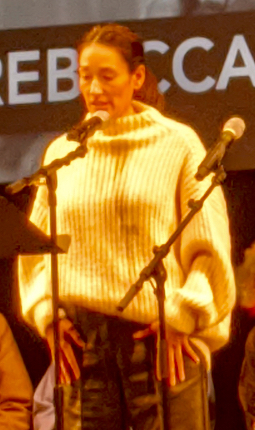
Sian Clifford (* 1982)

- Clifford, Tim (* 1986), US-amerikanischer Basketballspieler
- Clifford, William H. (1874–1938), US-amerikanischer Drehbuchautor und Regisseur der Stummfilmzeit
- Clifford, William Kingdon (1845–1879), britischer Philosoph und Mathematiker
- Clifford, Winston (* 1965), britischer Jazz-Schlagzeuger
- Clift, Charmian (1923–1969), australische Schriftstellerin
- Clift, Joseph W. (1837–1908), US-amerikanischer Politiker
- Clift, Mia (* 2004), australische Snowboarderin
- Clift, Montgomery (1920–1966), US-amerikanischer Film- und Theaterschauspieler
- Clift, Richard (* 1933), britischer Diplomat
- Clift, Robert (* 1962), britischer Hockeyspieler
- Clift, William (1775–1849), britischer Naturforscher
- Clifton, Bill (1916–1967), kanadischer Jazzmusiker
- Clifton, Bill (* 1931), US-amerikanischer Country-Musiker
- Clifton, Connor (* 1995), US-amerikanischer Eishockeyspieler
- Clifton, Dan (* 1865), US-amerikanischer Outlaw
- Clifton, Elmer (1890–1949), US-amerikanischer Regisseur, Schauspieler, Drehbuchautor und Produzent
- Clifton, Isabel (* 2002), britische Schauspielerin
- Clifton, Katherine, 2. Baroness Clifton († 1637), englisch-schottische Adlige
- Clifton, Lucille (1936–2010), US-amerikanische Schriftstellerin und Hochschullehrerin
- Clifton, Mark (1906–1963), US-amerikanischer Science-Fiction-Schriftsteller
- Clifton, Mike (* 1970), US-amerikanischer Programmierer
- Clifton, Nathaniel (1922–1990), US-amerikanischer Basketballspieler
- Clifton, Robert († 1478), englischer Ritter
- Clifton, Robert Bellamy (1836–1921), englischer Philosoph
- Clifton, Rodney J. (* 1937), US-amerikanischer Ingenieur
- Clifton, Scott (* 1984), amerikanischer Schauspieler
- Clifton, Shaw (1945–2023), britischer General der Heilsarmee
- Clifton, Violet (1883–1961), britische Schriftstellerin
- Clifton-Parks, Angelique (* 1965), südafrikanische Squashspielerin
- Clifton-Parks, Chantel, südafrikanische Squashspielerin

### Clig
- Clignet, Henri (1607–1683), Stadtdirektor Mannheims
- Clignet, Marion (* 1964), französische Radrennfahrerin

### Clij
- Clijsters, Elke (* 1985), belgische Tennisspielerin
- Clijsters, Kim (* 1983), belgische TennisspielerinKim Clijsters (* 1983)

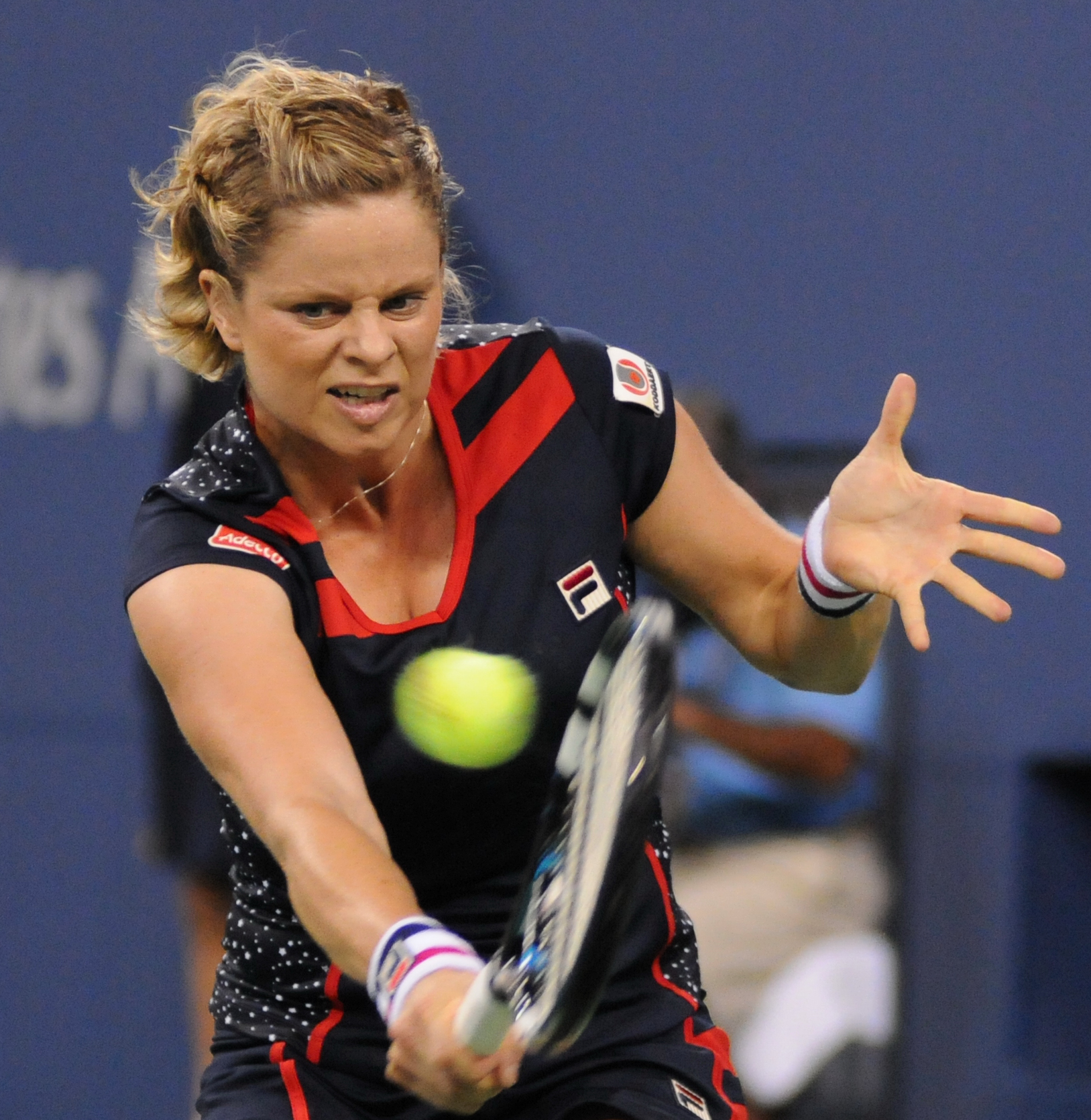
Kim Clijsters (* 1983)

- Clijsters, Lei (1956–2009), belgischer Fußballspieler und späterer -trainer

### Clim
- Climati, Antonio (1931–2015), italienischer Kameramann, Filmregisseur und Drehbuchautor
- Climent Huerta, Fernando (* 1958), spanischer Ruderer
- Climent, Ramón (1929–2003), chilenischer Fußballspieler
- Climent, Ramón (* 1963), chilenischer Fußballspieler
- Climie, Matt (* 1983), kanadischer Eishockeytorwart
- Climie, Simon (* 1957), britischer Popsänger, Songwriter und MusikproduzentSimon Climie (* 1957)

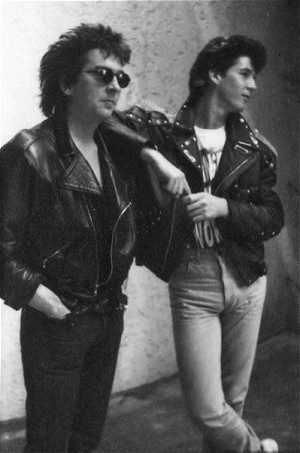
Simon Climie (* 1957)

- Climo, Brett (* 1964), australischer Schauspieler
- Climonet, Jean-Damien (* 1969), französischer Freestyle-Skier

### Clin
- Clinard, Marshall B. (1911–2010), US-amerikanischer Soziologe und Kriminologe
- Clinch, Catherine, irische Schauspielerin
- Clinch, Duncan Lamont (1787–1849), US-amerikanischer Offizier und Politiker
- Clinch, Harry Anselm (1908–2003), US-amerikanischer Geistlicher, römisch-katholischer Bischof von Monterey in California
- Clinch, Phyllis (1901–1984), irische Botanikerin
- Clinchant, Justin (1820–1881), französischer General
- Clinchy, Everett R. (1896–1986), US-amerikanischer Aktivist der interreligiösen Verständigung
- Clinciu, Lucian (* 1971), rumänischer Skibergsteiger
- Clinckaert, Paul (* 1954), belgischer Radrennfahrer
- Cline, Aleisha (* 1970), kanadische Freestyle-Skisportlerin

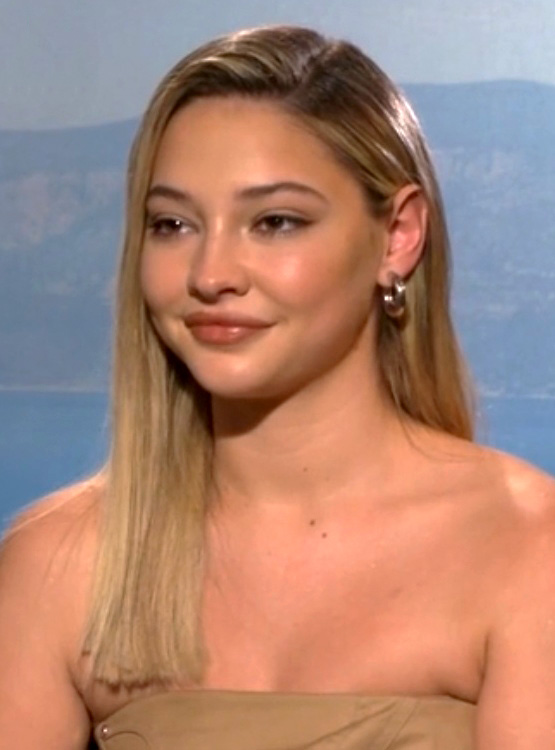
Madelyn Cline (* 1997)

- Cline, Alex (* 1956), US-amerikanischer Perkussionist und Komponist des Modern Creative Jazz
- Cline, Ben (* 1972), US-amerikanischer Politiker der Republikanischen Partei
- Cline, Chris (1958–2019), US-amerikanischer Milliardär, Unternehmer und Philanthrop
- Cline, Cyrus (1856–1923), US-amerikanischer Politiker
- Cline, Edward F. (1891–1961), US-amerikanischer Schauspieler, Drehbuchautor und Regisseur
- Cline, Emma (* 1989), US-amerikanische Autorin
- Cline, Eric H. (* 1960), amerikanischer Archäologe
- Cline, Ernest (* 1972), amerikanischer Schriftsteller und Drehbuchautor
- Cline, Hernán (* 1975), uruguayischer Straßenradrennfahrer
- Cline, Hollis, US-amerikanische Neurowissenschaftlerin
- Cline, Isaac (1861–1955), US-amerikanischer Meteorologe
- Cline, Madelyn (* 1997), US-amerikanische Schauspielerin und SängerinMadelyn Cline (* 1997)
- Cline, Nels (* 1956), US-amerikanischer Jazzgitarrist
- Cline, Paige (* 1997), US-amerikanische Tennisspielerin
- Cline, Patsy (1932–1963), US-amerikanische Country-Sängerin
- Cline, Victor (1925–2013), US-amerikanischer Psychoanalytiker
- Cline, Wilfrid M. (1903–1976), US-amerikanischer Kameramann
- Cline-Heard, Gyasi (* 1979), US-amerikanischer Basketballspieler
- Cline-Thomas, Ransford (1947–2020), gambischer Programm- und Nachrichtensprecher
- Clinebell, Howard (1922–2005), methodistischer Geistlicher und Pionier auf dem Feld der Seelsorge
- Clinedinst, Benjamin West (1859–1931), US-amerikanischer Maler und Illustrator
- Clines, Peter (* 1969), US-amerikanischer Autor
- Cling, Bartholomäus († 1610), Rechtsgelehrter und Hochschullehrer
- Clingan, Donovan (* 2004), US-amerikanischer Basketballspieler
- Clingan, Keith William († 2015), englischer Sachbuchautor
- Clingan, Sammy (* 1984), nordirischer Fußballspieler
- Clingan, William († 1790), US-amerikanischer Politiker
- Clinger, David (* 1977), US-amerikanischer Straßenradrennfahrer
- Clinger, William F. (1929–2021), US-amerikanischer Politiker
- Clingerman, Mildred (1918–1997), amerikanische Science-Fiction-Autorin
- Clingman, Thomas Lanier (1812–1897), US-amerikanischer Politiker und General der Konföderierten Staaten im Amerikanischen Bürgerkrieg
- Clini, Corrado (* 1947), italienischer Politiker
- Clink, Mike (* 1963), US-amerikanischer Musikproduzent
- Clinkman, Andrew (* 1991), US-amerikanischer Jazzmusiker
- Clinton Davis, Stanley (1928–2023), britischer Politiker (Labour Party) und Life Peer
- Clinton, Bill (* 1946), 42. Präsident der Vereinigten Staaten von Amerika (1993–2001)Bill Clinton (* 1946)

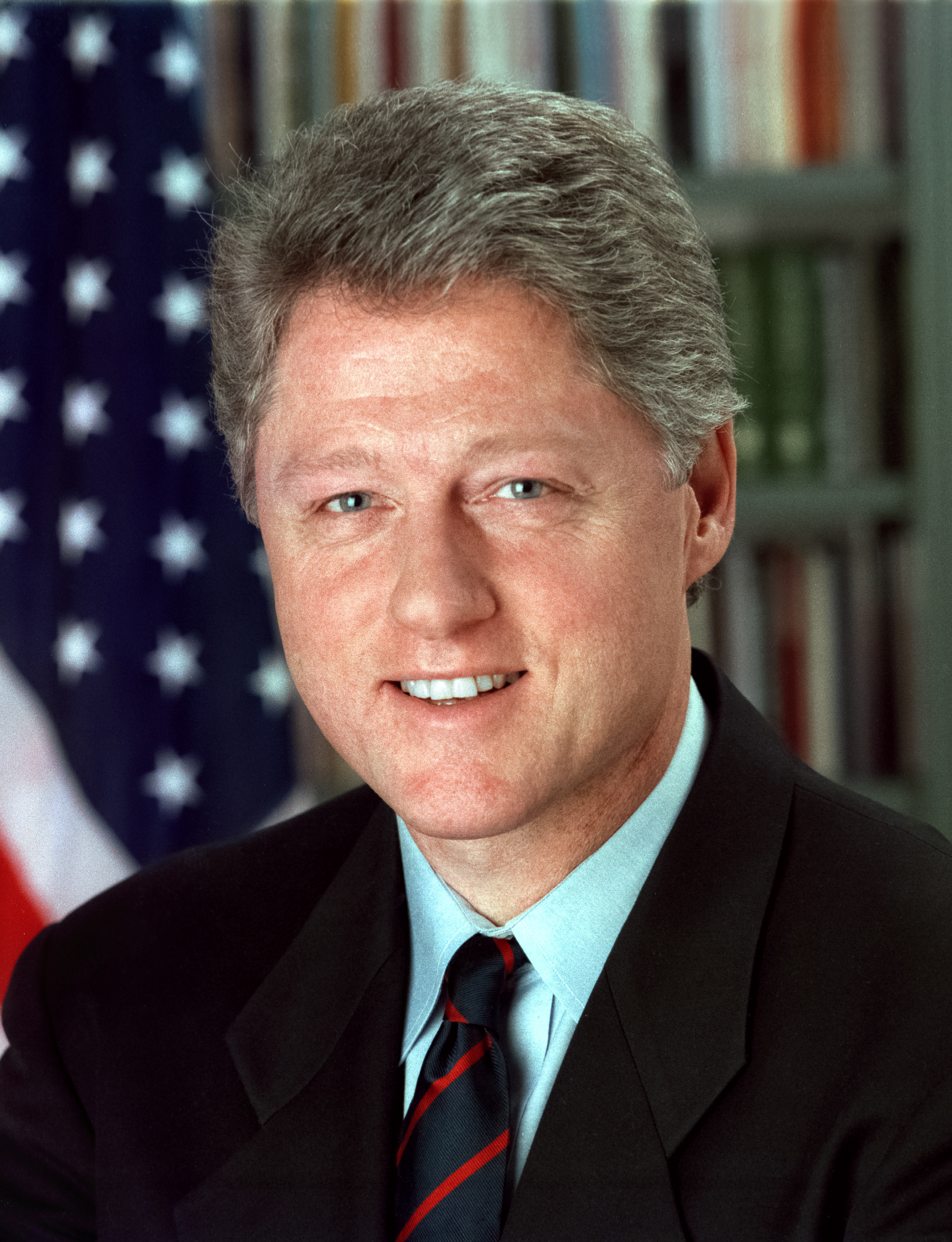
Bill Clinton (* 1946)

- Clinton, Catherine (* 1952), US-amerikanische Historikerin
- Clinton, Chelsea (* 1980), US-amerikanische Präsidententochter (Bill Clinton)
- Clinton, Comfort, US-amerikanische Schauspielerin
- Clinton, DeWitt (1769–1828), US-amerikanischer Politiker
- Clinton, Edward, 1. Earl of Lincoln (1512–1585), englischer Admiral unter Edward VI. und Elisabeth I.
- Clinton, Ernest, Sänger und Musikproduzent
- Clinton, George (1686–1761), britischer Marineoffizier und britischer Gouverneur der Provinz New York (1743–1753)
- Clinton, George (1739–1812), britisch-amerikanischer Politiker, Vizepräsident der USA
- Clinton, George (* 1941), US-amerikanischer Musiker, Begründer des P-Funk und Bandleader
- Clinton, George junior (1771–1809), US-amerikanischer Politiker
- Clinton, George S. (* 1947), US-amerikanischer Filmkomponist
- Clinton, Grace (* 2003), englische Fußballspielerin
- Clinton, Henry (1730–1795), britischer General während des Amerikanischen Unabhängigkeitskrieges
- Clinton, Hillary (* 1947), US-amerikanische Politikerin (Demokratische Partei), First Lady, Senatorin für New York und AußenministerinHillary Clinton (* 1947)

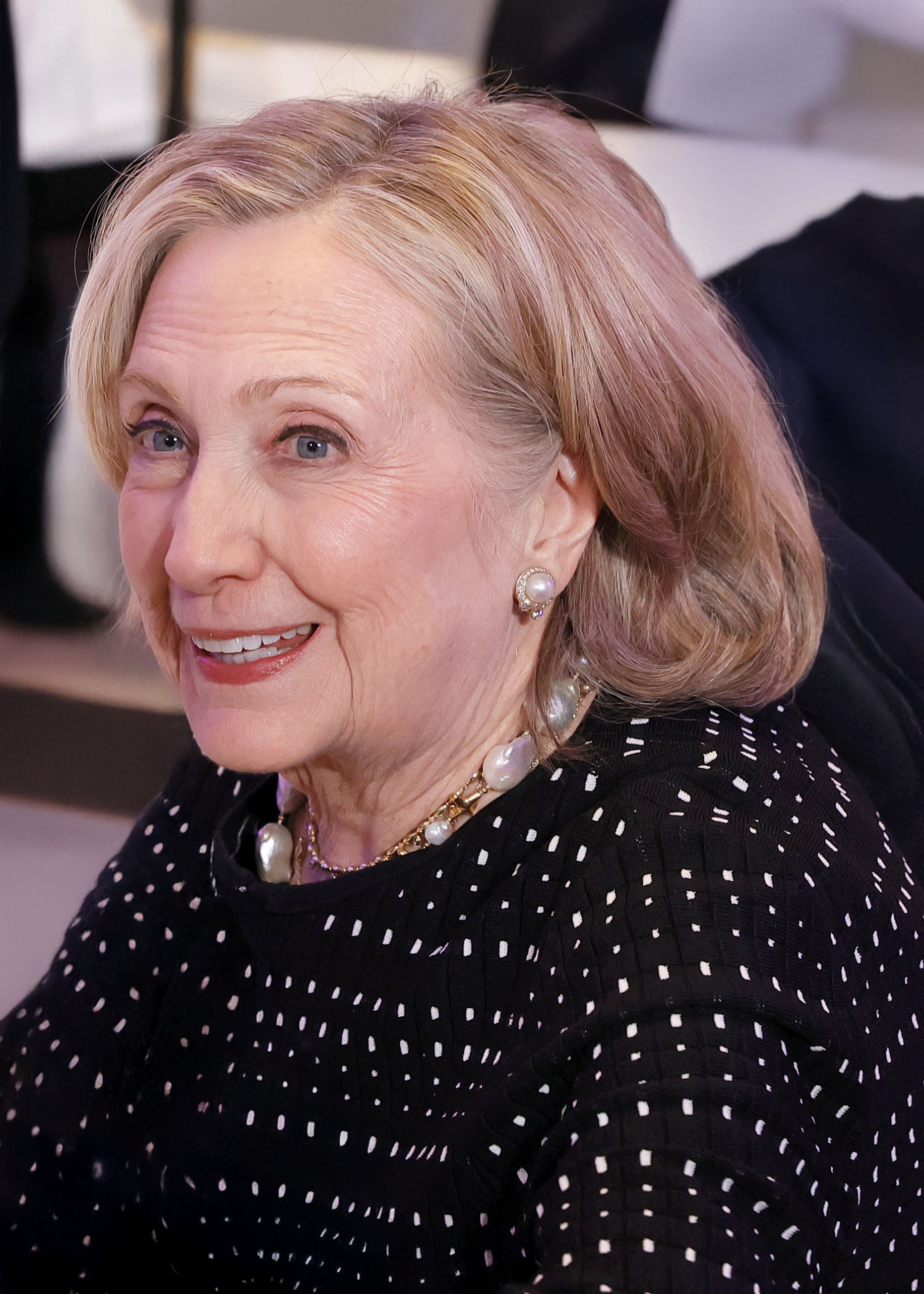
Hillary Clinton (* 1947)

- Clinton, James G. (1804–1849), US-amerikanischer Jurist, Offizier und Politiker
- Clinton, John (1410–1464), englischer Adeliger
- Clinton, John de, 1. Baron Clinton († 1310), englischer Adliger
- Clinton, John de, 2. Baron Clinton († 1335), englischer Adliger und Politiker
- Clinton, John de, 3. Baron Clinton († 1398), englischer Adliger und Politiker
- Clinton, Kate (* 1947), US-amerikanische Journalistin und Kabarettistin
- Clinton, Larry (1909–1985), US-amerikanischer Trompeter, Posaunist, Arrangeur und Bandleader im Bereich des Swing und der Populären Musik
- Clinton, Mark (1915–2001), irischer Politiker (Fine Gael), MdEP
- Clinton, Pat (* 1964), britischer Boxer im Fliegengewicht
- Clinton, Paul (1951–2006), US-amerikanischer Journalist und Filmkritiker
- Clinton, Roger (* 1956), US-amerikanischer Filmschauspieler und Musiker
- Clinton, Roger de, Bischof von Coventry
- Clinton-Dix, Ha Ha (* 1992), US-amerikanischer American-Football-Spieler

### Clio
- Clio, Leslie (* 1986), deutsche Singer-Songwriterin des SoulPop und MusikproduzentinLeslie Clio (* 1986)

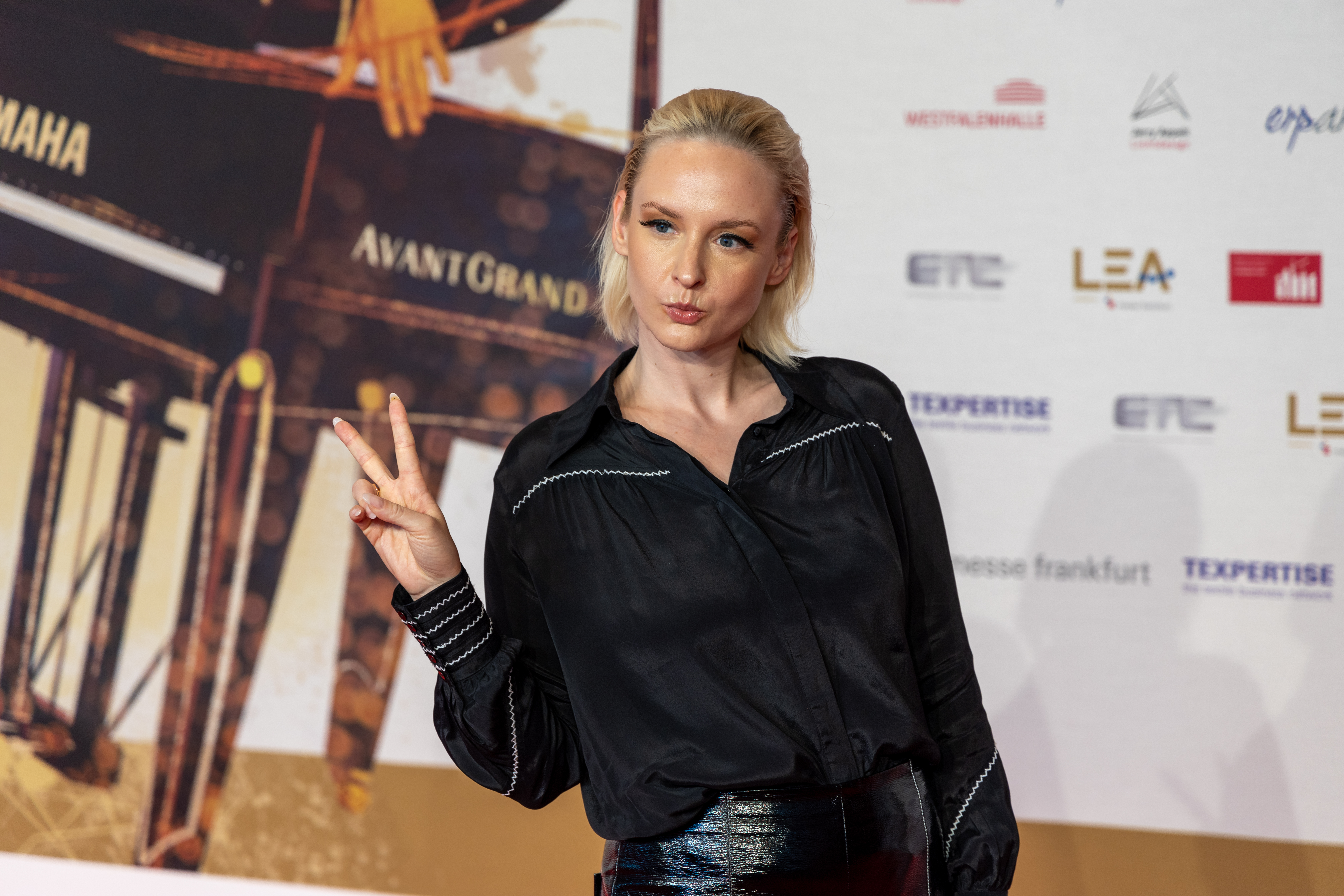
Leslie Clio (* 1986)

### Clip
- Clipperton, John († 1722), englischer Pirat und Namensgeber der Clipperton-Insel
- Clippingdale, Steve (* 1956), kanadischer Eishockeyspieler
- Clippinger, Richard (1913–1998), amerikanischer Informatiker
- Clippinger, Roy (1886–1962), US-amerikanischer Politiker

### Cliq
- Cliquet, Charles (1891–1956), französischer Widerstandskämpfer während der deutschen Besetzung Frankreichs im Zweiten Weltkrieg

### Clis
- Clisby, Jack (* 1992), australischer Fußballspieler
- Cliscova, Natalia, moldauische Sommerbiathletin
- Clisson, Olivier V. de (1336–1407), Connétable von Frankreich

### Clit
- Clitheroe, Helen (* 1974), britische Mittelstrecken-, Langstrecken- und Hindernisläuferin
- Clitherow, Margaret († 1586), Märtyrerin und katholische Heilige
- Clitsome, Grant (* 1985), kanadischer Eishockeyspieler

### Cliv
- Clivati, Walter (* 1955), italienischer Radrennfahrer
- Clivaz, Christophe (* 1969), Schweizer Politiker (GP)
- Clive, Archer (1903–1995), britischer Brigadier
- Clive, Charly, britische Schauspielerin
- Clive, Colin (1900–1937), englischer Schauspieler
- Clive, E. E. (1879–1940), britischer Film- und Theaterschauspieler
- Clive, Edward, 1. Earl of Powis (1754–1839), britischer Politiker, Peer und Kolonialbeamter
- Clive, George (1720–1779), britischer Politiker
- Clive, John (1933–2012), britischer Schauspieler und Buchautor
- Clive, John Leonard (1924–1990), US-amerikanischer Historiker
- Clive, Kitty (1711–1785), englische Schauspielerin und Opernsängerin (Sopran)
- Clive, Lewis (1910–1938), britischer Ruderer
- Clive, Peter (1925–2022), kanadischer Literatur- und Musikwissenschaftler
- Clive, Robert Henry (1877–1948), britischer Diplomat
- Clive, Robert, 1. Baron Clive (1725–1774), britischer General und StaatsmannRobert Clive, 1. Baron Clive (1725–1774)

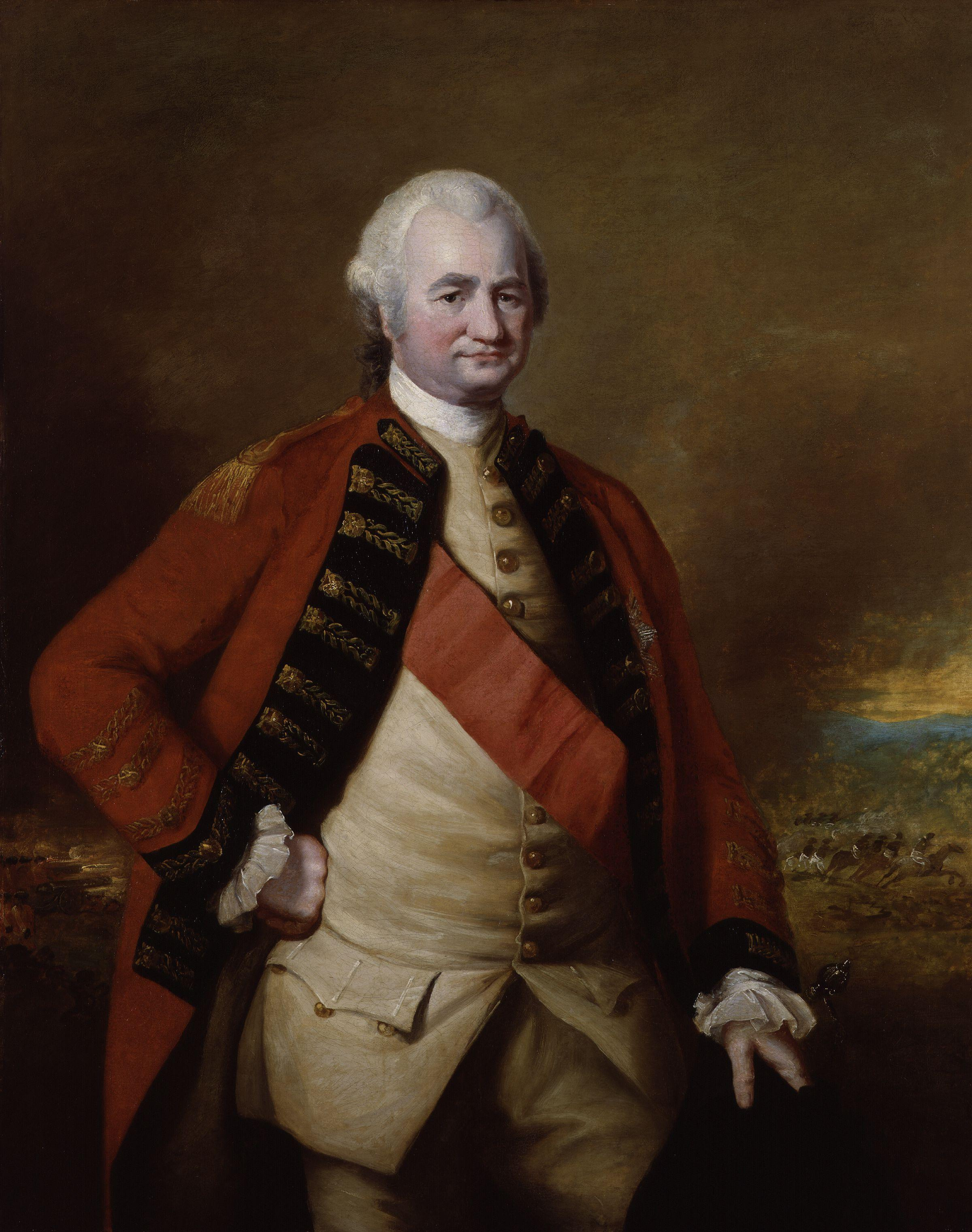
Robert Clive, 1. Baron Clive (1725–1774)

- Clively, Garry (* 1955), australischer Radrennfahrer
- Cliver, Al (* 1951), italienischer Schauspieler
- Cliveti, Minodora (* 1955), rumänische Politikerin (PSD)
- Clivio, Franco (* 1942), Schweizer Designer und Hochschullehrer